# Henriette Arendt
Henriette Arendt (* 11. November 1874 in Königsberg; † 22. August 1922 in Mainz) war eine deutsche Krankenschwester und wurde 1903 in Stuttgart die erste Polizeiassistentin Deutschlands. Nach einem Zerwürfnis mit ihren vorgesetzten Behörden schied sie Ende 1908 aus dem Dienst aus und widmete sich vor allem der Vortrags- und Publikationstätigkeit gegen den Kinderhandel.

## Leben
Arendt war die Tochter des Großkaufmanns und Stadtverordneten-Vorstehers Max Arendt, der auch der Repräsentantenversammlung der jüdischen Gemeinde und von 1903 bis 1913 der Zentral-Armenkommission in Königsberg vorsaß. Die Philosophin Hannah Arendt war eine Nichte.
Henriette besuchte zunächst die höhere Töchterschule und dann ein Jahr die Ecole supérieure in Genf. Nachdem sie noch ein halbes Jahr eine Handelsschule in Berlin besucht hatte, arbeitete sie von 1892 bis 1895 als Korrespondentin und Buchhalterin, vermutlich in der Lumpen-Exportfirma ihres Vaters. 1895/96 absolvierte sie eine Ausbildung zur Krankenpflegerin am Jüdischen Krankenhaus in Berlin. Sie war nach der Ausbildung noch ein Jahr am Jüdischen Krankenhaus tätig und wechselte dann in den Berliner Schwesternverband vom Roten Kreuz Augusta Haus. Sie ließ sich am 22. Mai 1899 evangelisch taufen. Arendt arbeitete sowohl in der häuslichen Pflege als auch in der Krankenpflege in verschiedenen Krankenhäusern und Nervenheilanstalten, unter anderem auch in Kiew und zuletzt 1902 in der Neuen Lungenheilanstalt Schömberg. 1902/3 schloss sie sich dem nichtkonfessionellen Stuttgarter-Hilfspflegerinnen-Verband an. Über ihre Erlebnisse als Krankenschwester veröffentlichte sie 1909 unter dem Pseudonym „Schwester Gerda“ den Bericht Dornenpfade der Barmherzigkeit.
Am 1. Februar 1903 wurde Arendt Polizeifürsorgerin in Stuttgart, wo sie bei der polizeiärztlichen Untersuchung aufgegriffener Frauen assistieren und sogenannte „verwahrloste“ Frauen betreuen sollte. Ab 1905 engagierte sie sich auch verstärkt in der Kinderfürsorge. Arendt geriet zunehmend in Konflikt mit ihrer vorgesetzten Behörde, die ihr mangelnde Loyalität vorwarf. Man nahm ihr ihre zunehmende Vortragstätigkeit übel, kritisierte ihre Aktenführung, untersuchte Vorwürfe der Unterschlagung und legte ihr 1908 die Kündigung nahe. Im Dezember 1908 kündigte Arendt ihr Dienstverhältnis. Sie zog in die Schweiz und engagierte sich zwischen 1909 und 1916 als Fürsorgerin für Waisenkinder. Sie hielt außerdem eine Vielzahl von Vorträgen gegen den internationalen Kinderhandel und veröffentlichte 1910 ihre Darstellung der Ereignisse unter dem Titel Erlebnisse einer Polizeiassistentin, womit sie in Stuttgart eine breite öffentliche Diskussion auslöste.
Bei Ausbruch des Ersten Weltkrieges befand sich Arendt seit Mai 1914 auf einer Vortragsreise in England. Mit Hilfe ihres Schweizer Domizilscheins gab sie sich zunächst als Schweizer Staatsbürgerin aus und arbeitete einige Monate als Dolmetscherin bei der belgischen Flüchtlingshilfe. Im Januar 1915 wurde ihr der Domizilschein entzogen. Sie heiratete im Februar 1915 in London vermutlich zum Schein ihren Vetter, den französischen Offizier Réné de Matringe. Doch wurde ihre Eheschließung von den britischen Behörden nicht anerkannt. Im Mai 1915 wurde sie in London verhaftet und als mutmaßliche Agentin vor ein Kriegsgericht gestellt. Sie wurde am 28. Mai 1915 nach Rotterdam abgeschoben und erhielt dort einen deutschen Reisepass. Ab November 1915 widmete sie sich in Wien der Arbeit in einer Versorgungseinrichtung für Flüchtlinge aus Galizien. Im März 1916 stellte Arendt beim Roten Kreuz einen Antrag auf Anstellung. Da aber ihre Nationalität nach ihrer Heirat bei den Behörden nicht geklärt wurde, galt sie in Österreich trotz ihres deutschen Passes als „lästige Ausländerin“ und wurde am 28. März 1916 auf Betreiben der württembergischen Landespolizei abgeschoben. Sie durfte allerdings nach Deutschland einreisen, wo sie beim Roten Kreuz arbeitete, zuletzt als Oberschwester der französischen Rheinarmee in einem Krankenhaus in Mainz.

## Schriften
- Menschen, die den Pfad verloren. Erlebnisse aus meiner fünfjährigen Tätigkeit als Polizei-Assistentin in Stuttgart. Kielmann, Stuttgart 1907.
- Bilder aus der Gefängniswelt. 6. Auflage. Kielmann, Stuttgart 1908.
- Mehr staatliche Fürsorge für Gefallene und Gefährdete. Der beste Weg zur Bekämpfung der Geschlechtskrankheiten. 4. Auflage. Kielmann, Stuttgart 1908.
- Dornenpfade der Barmherzigkeit. Aus Schwester Gerdas Tagebuch. 1. Auflage. Dt. Verl.-Anst, Stuttgart 1909.
- Erlebnisse einer Polizeiassistentin. 4. Auflage. Süddeutsche Monatshefte, München 1910. (Digitalisat auf Archive.org)
- Kleine weiße Sklaven. Vita, Berlin-Charlottenburg 1911.
- Kinderhändler. Recherchen und Fürsorgetätigkeit vom 1. September 1911 bis 1. September 1912. 2. Auflage. Selbstverl, Stuttgart 1912.
- Meine Arbeit zum Schutze der Wehrlosen. [Berlin] 1914.